# المنطقة الجنوبية (السعودية)
المنطقة الجنوبية أو الجنوب كلها أسماء تطلق على المناطق الجنوبية الغربية في المملكة العربية السعودية وهي منطقة عسير، وجازان، ونجران، والباحة.

## الجغرافيا
تنقسم جغرافية مناطق جنوب السعودية جغرافيا إلى أربع أقسام رئيسية:
1. جبال الحجاز: وتمتد من الحدود اليمنية حتى بلاد بالحارث جنوب الطائف.
2. سهول تهامة: وهي امتداد لسهول إقليم تهامة وهو أخصب الأراضي الزراعية في جزيرة العرب ويمتد شمالا من مكة المكرمة وانتهاء بالحدود اليمنية، وتشمل ساحل البحر الأحمر.
3. الهضبة: وهي منطقة البادية المحاذية لغربي نجد.
4. الجزر الواقعة على البحر الأحمر: منها جزر فرسان التي تعد أكبر جزر المملكة العربية السعودية والتابعة لمنطقة جازان.

## السياحة
المنطقة الجنوبية من السعودية تتميز بالتنوع المناخي، وفي حين تشهد كثير من المناطق السعودية موجات من البرد القارس والحر الشديد على مدار العام، تجمع هذه المناطق بين مناخين متناقضين على مدار العام، ففي المدن التي تقع على قمم جبال السروات تكون أجواء الشتاء بدرجاتها المنخفضة هي المشهد الرئيسي في تلك المدن، بينما في الصيف تمنح سكانها وزوارها اعتدالاً في درجة الحرارة يجعلها قبلة للسياح، حيث لا تتجاوز درجات الحرارة فيها الـ 25 درجة مئوية في وقت الذروة، وفي الجزء السهلي من هذه المنطقة يتحول الشتاء ببرودته القاسية إلى ربيع جميل، وفي الصيف والشتاء لا تبعد الاجواء الدافئة أو شبه الاستوائية، عن تلك الباردة أو المعتدلة التي تكلل القمم سوى بضع دقائق، حيث يكون بمقدور الزائر العبور من طرف إلى الطرف الآخر في أقل من 15 دقيقة. وأبها وبلجرشي والنماص، وغيرها من المدن السياحية التي تضمها المنطقة الجنوبية، والتي تتميز بأجواء باردة نوعاً ما على مدار العام، تتمتع بمقومات سياحية مناخية ومناظر طبيعية جاذبة تؤهلها لاستقطاب آلاف الزوار على مدار العام.

## اللهجات المحلية
اللهجات الجنوبية من اللهجات المنتشرة في الجزيرة العربية، وهي ليست بلهجة واحدة بل تتنوع بتنوع التضاريس وتختلف من قبيلة إلى أخرى ومن مدينة إلى أخرى بل أحيانا من قرية إلى أخرى، وتنقسم الحياة الاجتماعية عموماً في المنطقة الجنوبية إلى ثلاث أقسام رئيسية يتفرع منها تقسيمات عدة وهي:
1. جبلية من جنوب الطائف حتى جبل قيس على الحدود اليمنية في السراة.
2. تهامية من جنوب مكة المكرمة حتى الحدود اليمنية.
3. بدوية في مناطق الربع الخالي والمناطق المتاخمة لصحراء نجد.

## الموارد الطبيعية
تعتبر الزراعة أهم الموارد الطبيعية التي تميز هذه المنطقة، وتتميز المنطقة باحتوائها على منتجات مختلفة من الفواكه الاستوائية المهمة منها على سبيل المثال: المنقا (المانجو) والرمان والبرشومي (التين الشوكي) والتين (الحماط) والخوخ والمشمش والعنب (الأحمر والأسود والأبيض) والتفاح (الصغير) والكمثرى والبخارة (الحمراء والصفراء) واللوز والموز، وكذلك النباتات العطرية مثل الريحان والكاذي والورد، والبن والمشهور بالبن الخولاني. ومن أهم أشجار المنطقة الطلح والعرعر والسدر والسمر والنخيل والعتم (الزيتون) وغيرها، وتشتهر المنطقة بوجود العسل الأصلي بأنواع مختلفة باختلاف الزهرة التي يتغذى منها النحل كعسل السدر والسمرة والعسل الصيفي وأيضا يتوفر السمن البري ويعتمد السكان على مياه الابار. بالإضافة إلى الموارد البحرية كالأسماك والربيان (القمبري)، وكذلك الثروة الحيوانية والمعروضات التي تعرض بالأسواق الشعبية حيث بها من أشهر الأسواق الشعبية في الجزيرة العربية وهو سوق الخوبة.

## مناطق الجنوب

### منطقة الباحة

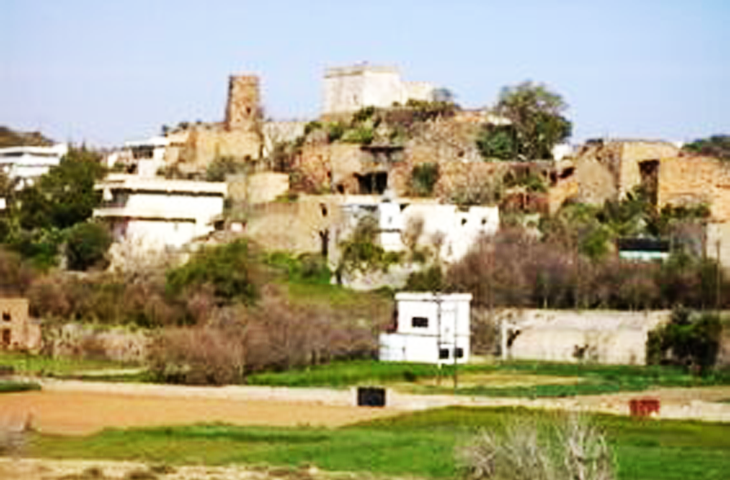
بلجرشي
المندق
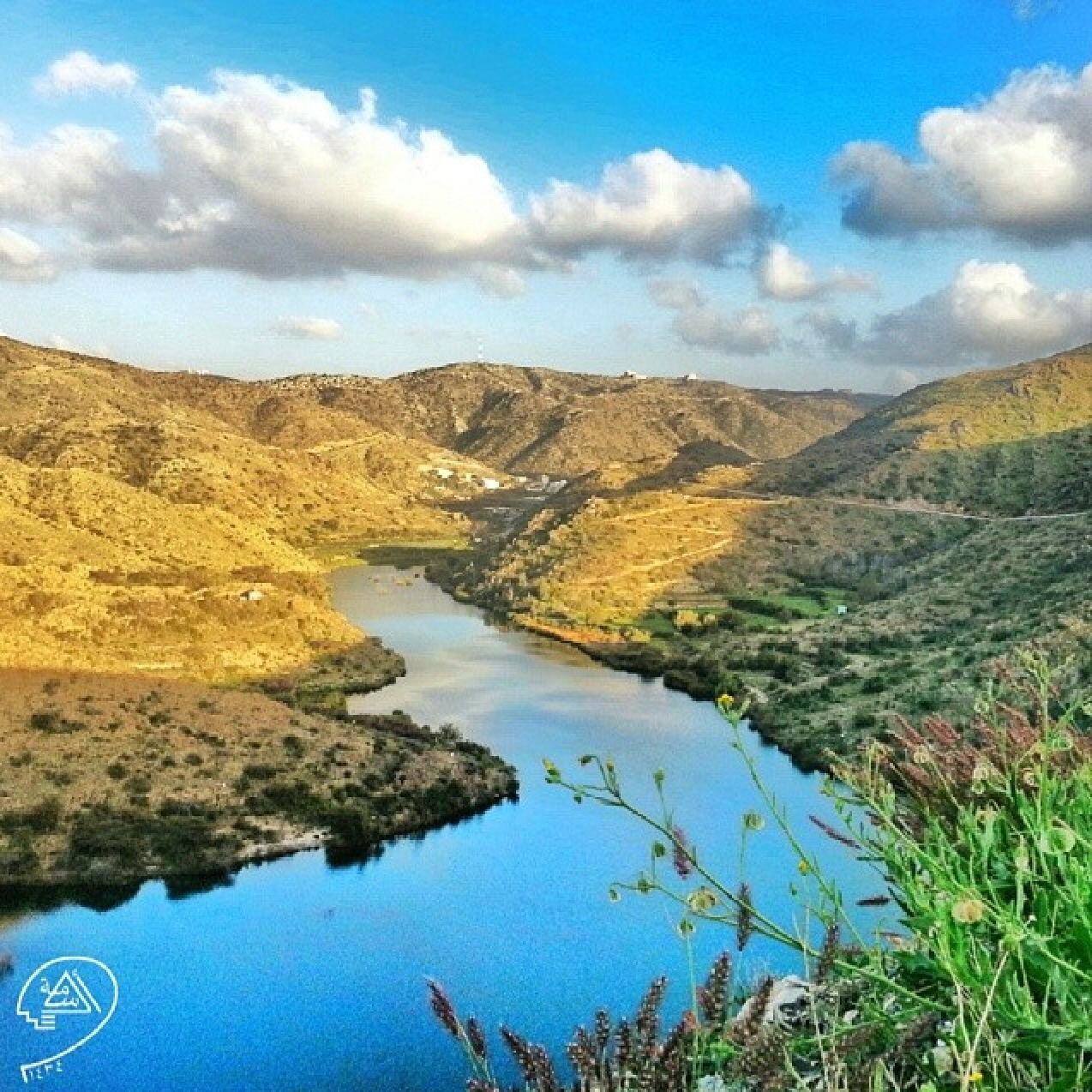
بني حسن
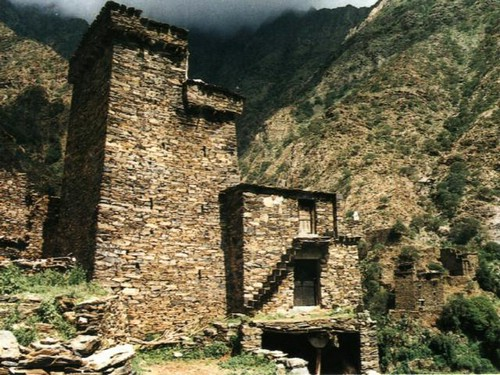
قرية صدر بير
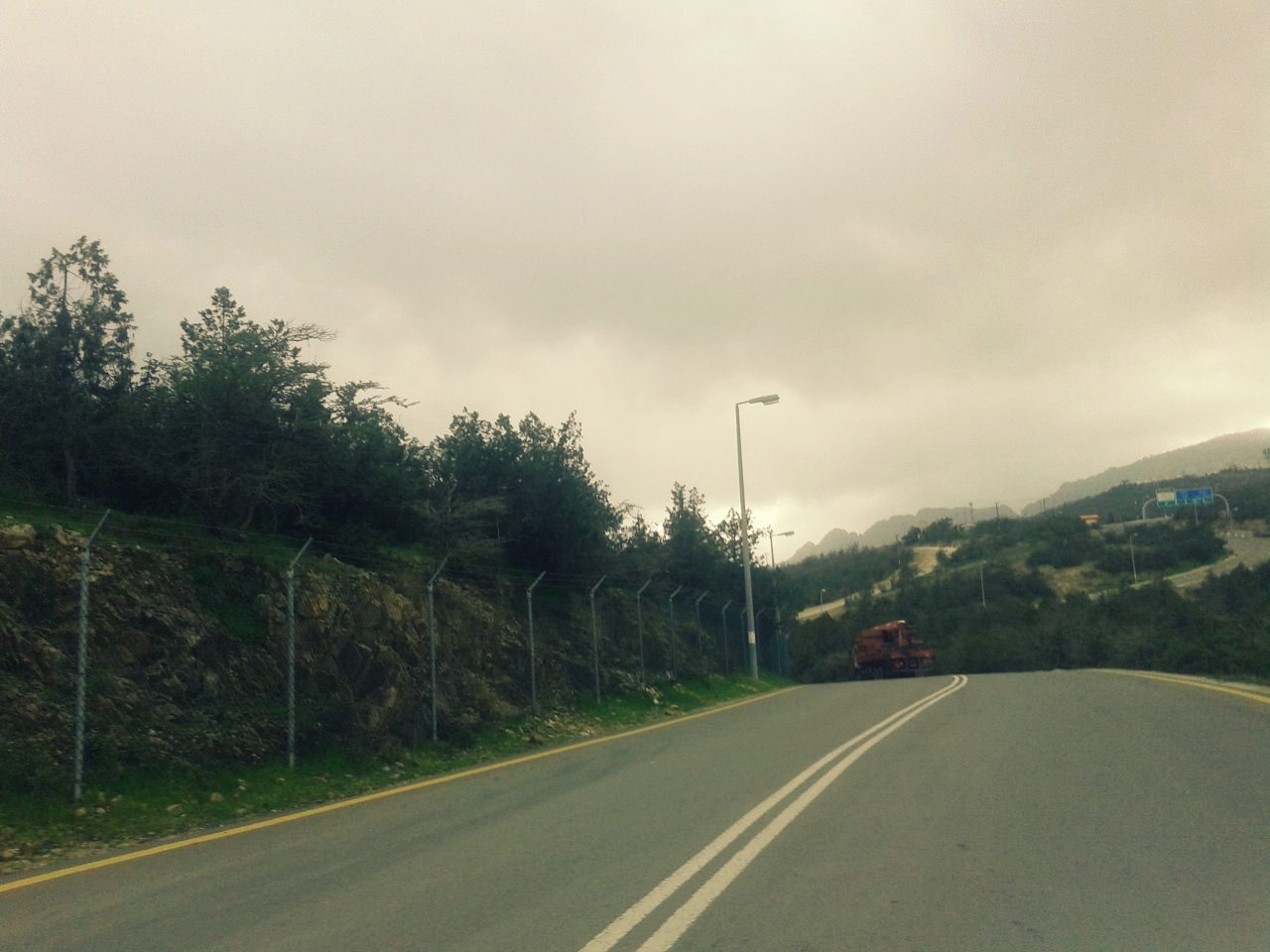
غابة رغدان
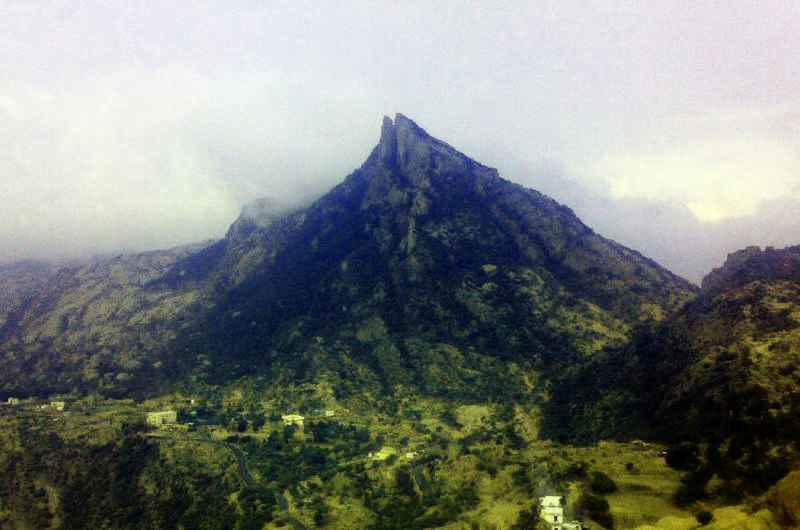
جبل أثرب

منطقة الباحة هي إحدى المناطق الإدارية الثلاث عشرة التي تتكون منها المملكة العربية السعودية. تقع في الجزء الجنوبي الغربي من الجزيرة العربية، على سلسلة جبال السروات وتقع في ثلاثة أقاليم (اقليم تهامة، إقليم السراة، إقليم العقيق)
تأسست كمنطقة إدارية في شهر ذي الحجة عام 1383 هـ وعاصمتها الإدارية مدينة الباحة وإليها تُنسب المنطقة ويتركز بها الثقل الإداري والتجاري وبها توجد إمارة المنطقة وتتجمع فيها الدوائر الحكومية والمراكز التجارية الكبرى إضافة إلى أن بها أسواقا شعبية كثيرة منها: (سوق الخميس، سوق السبت، سوق الاثنين)، ويحد منطقة الباحة منطقة مكة المكرمة من الشمال والغرب، ومنطقة عسير من الجنوب والشرق.
و منطقة الباحة من مصائف المملكة التي يرتادها المصطافون من داخل وخارج المملكة ودول مجلس التعاون نظراً لما بها من جمال الطبيعة ووجود الشواهد التاريخية والآثار مثل القلاع والحصون والقرى القديمة وملايين المدرجات الزراعية القديمة التي تعود لآلاف السنين خلاف الأودية والأنهار التي تصب شلالاتها في أعلى القمم، كما أن المنطقة مليئة بالغابات وتعتبر من أفضل مناطق المملكة في مجال السياحة.

### منطقة عسير

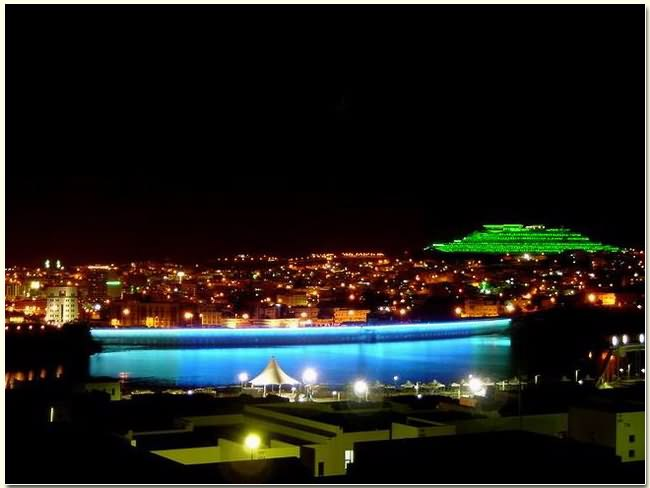
أبها
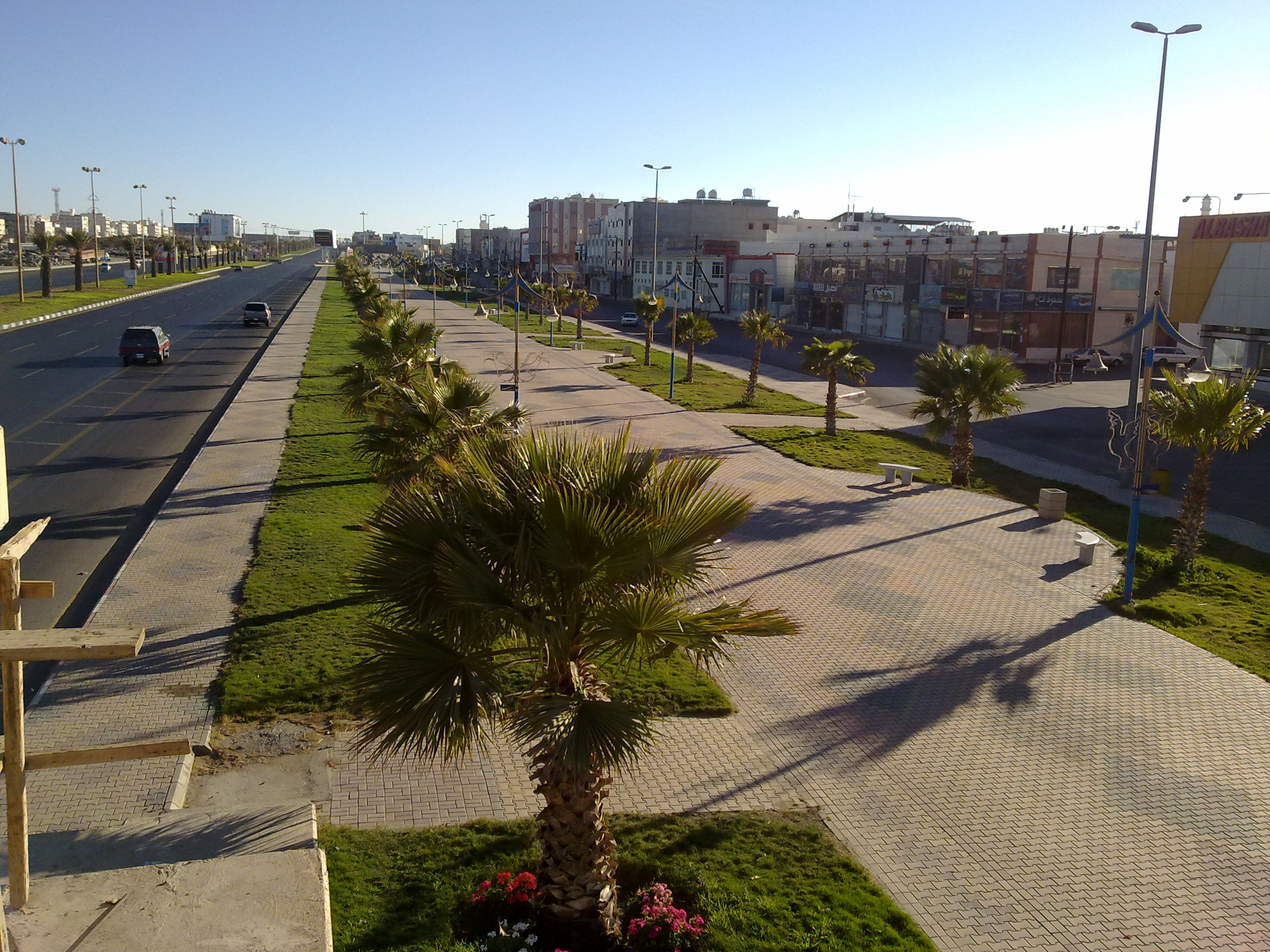
خميس مشيط
بيشة
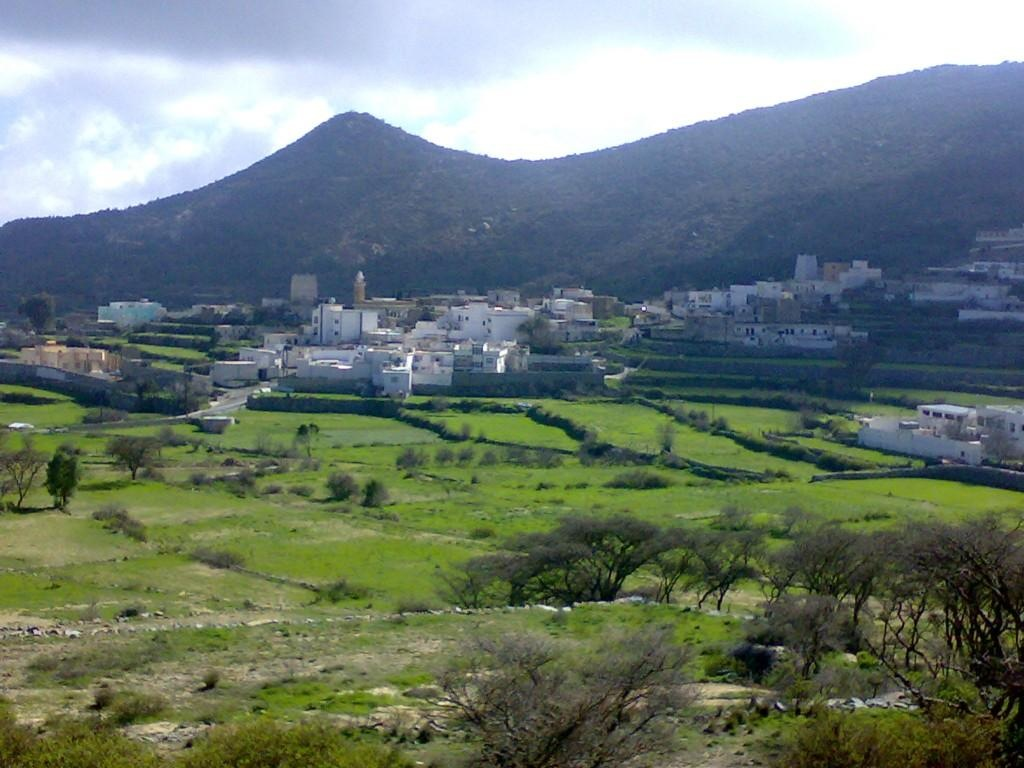
النماص
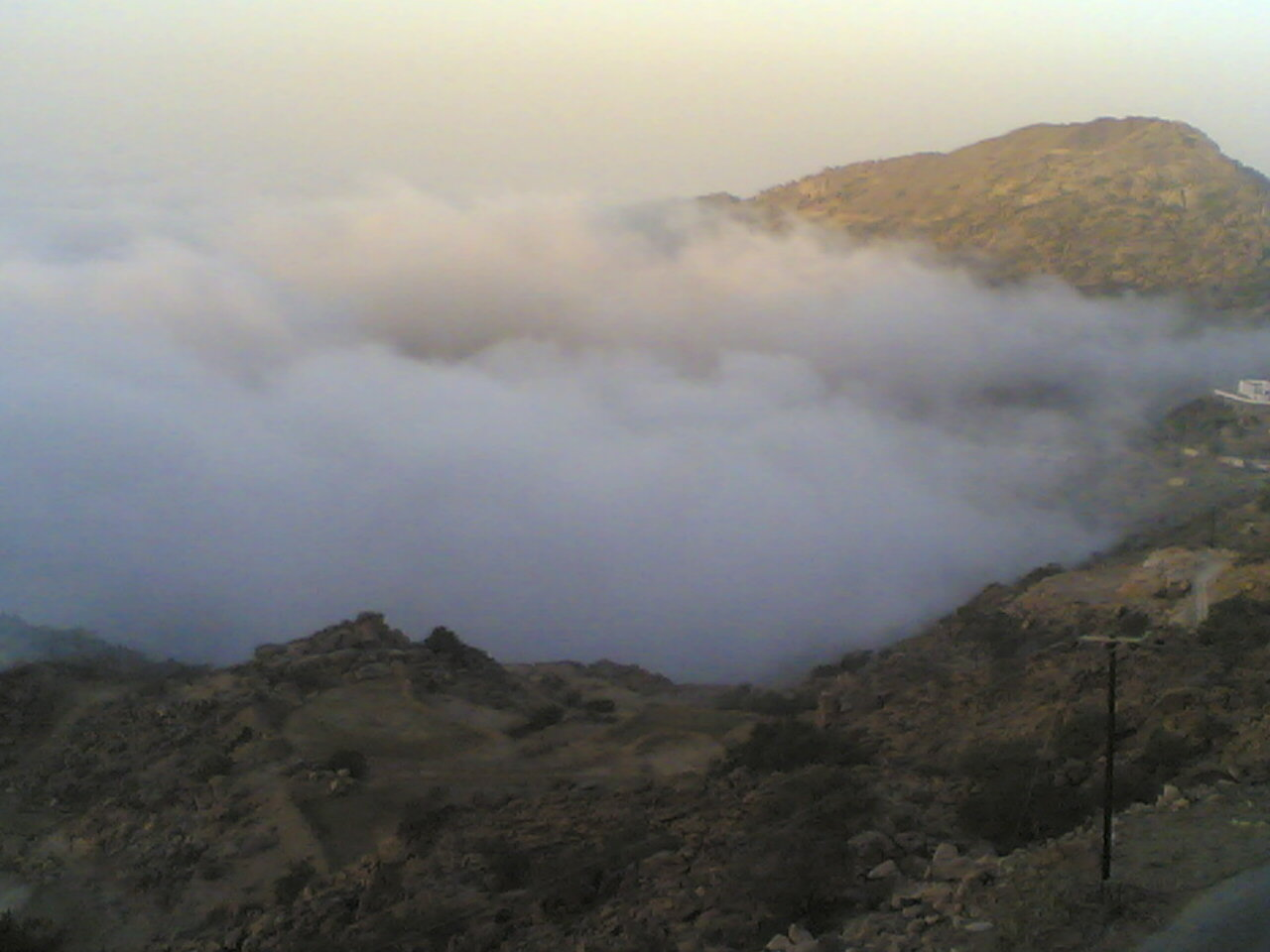
محايل عسير
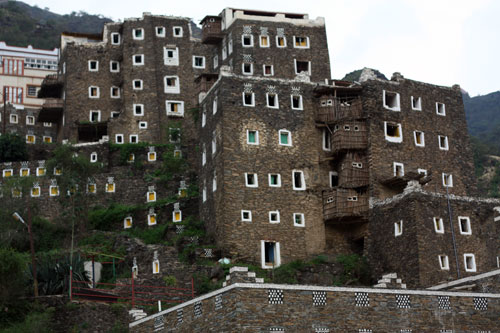
رجال ألمع

منطقة عسير هي إحدى المناطق الإدارية جنوب غرب المملكة العربية السعودية ومقر الإمارة فيها مدينة أبها ويتولى إمارة المنطقة فيها صاحب السمو الملكي الأمير تركي بن طلال بن عبدالعزيز آل سعود. تقع منطقة عسير بين خطى عرض 17.25 و19.50 شمالاً. وخطى طول 50,00 و41,50 شرقاً.
تمتد منطقة عسير من حدود الدرب والشقيق وبيش (منطقة جازان) في الجنوب الغربي إلى حدود اليمن في الجنوب الشرقي ونجران في الشرق. ومن حدود وادي الدواسر (منطقة الرياض) في الشمال إلى رنية والقنفذة وساحل البحر الأحمر (منطقة مكة المكرمة) إلى (منطقة الباحة) في الغرب، وتقع عسير جنوب غربي المملكة العربية السعودية.

### منطقة جازان

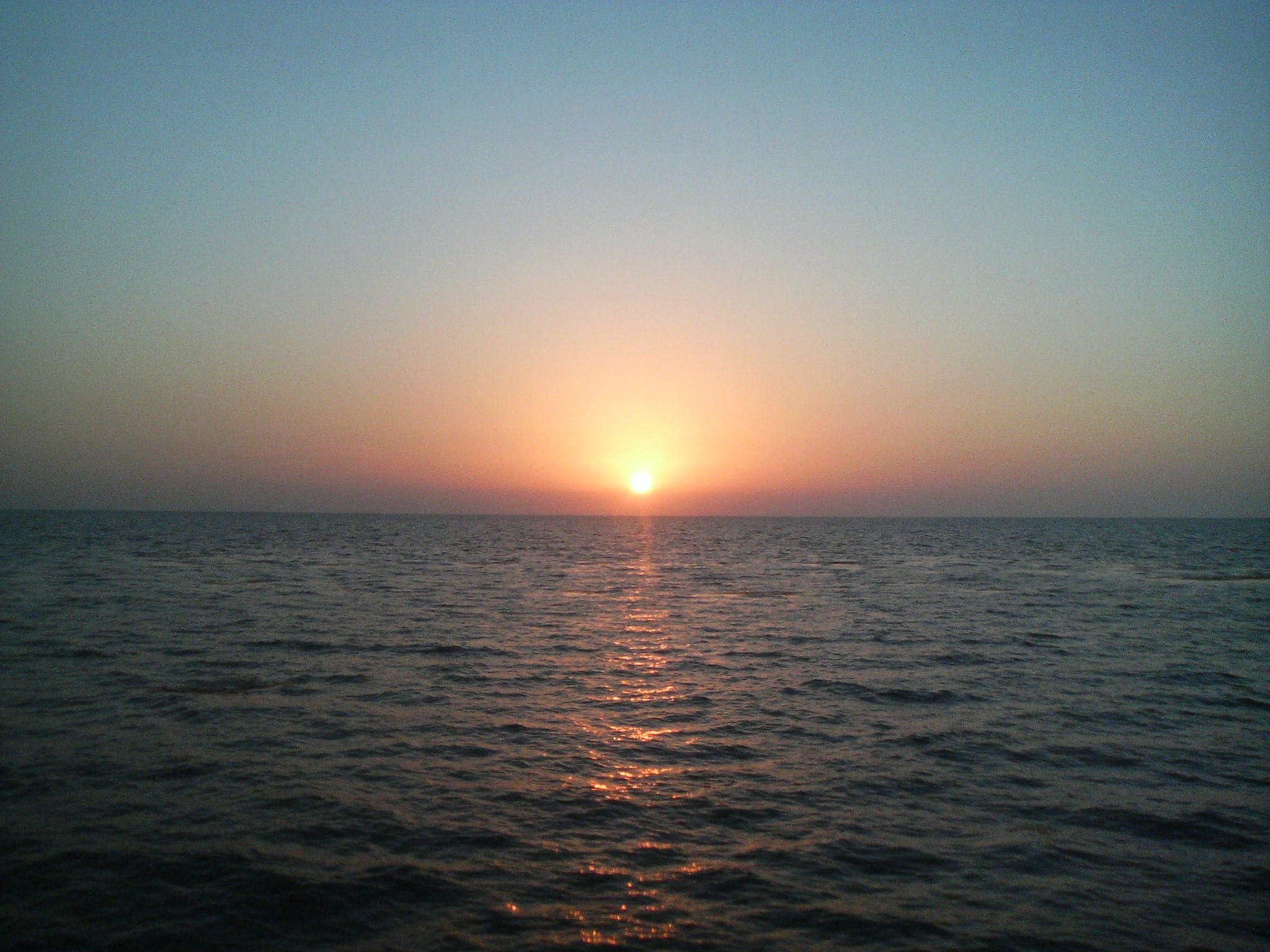
مدينة جازان
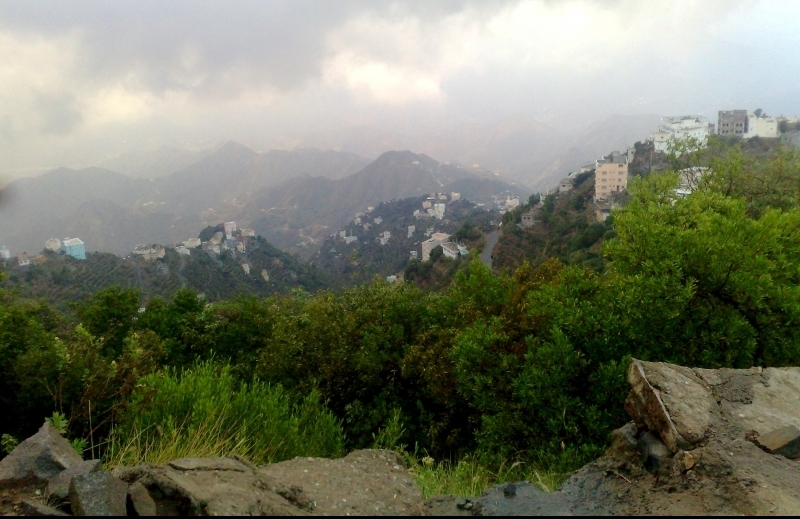
فيفاء
صامطة
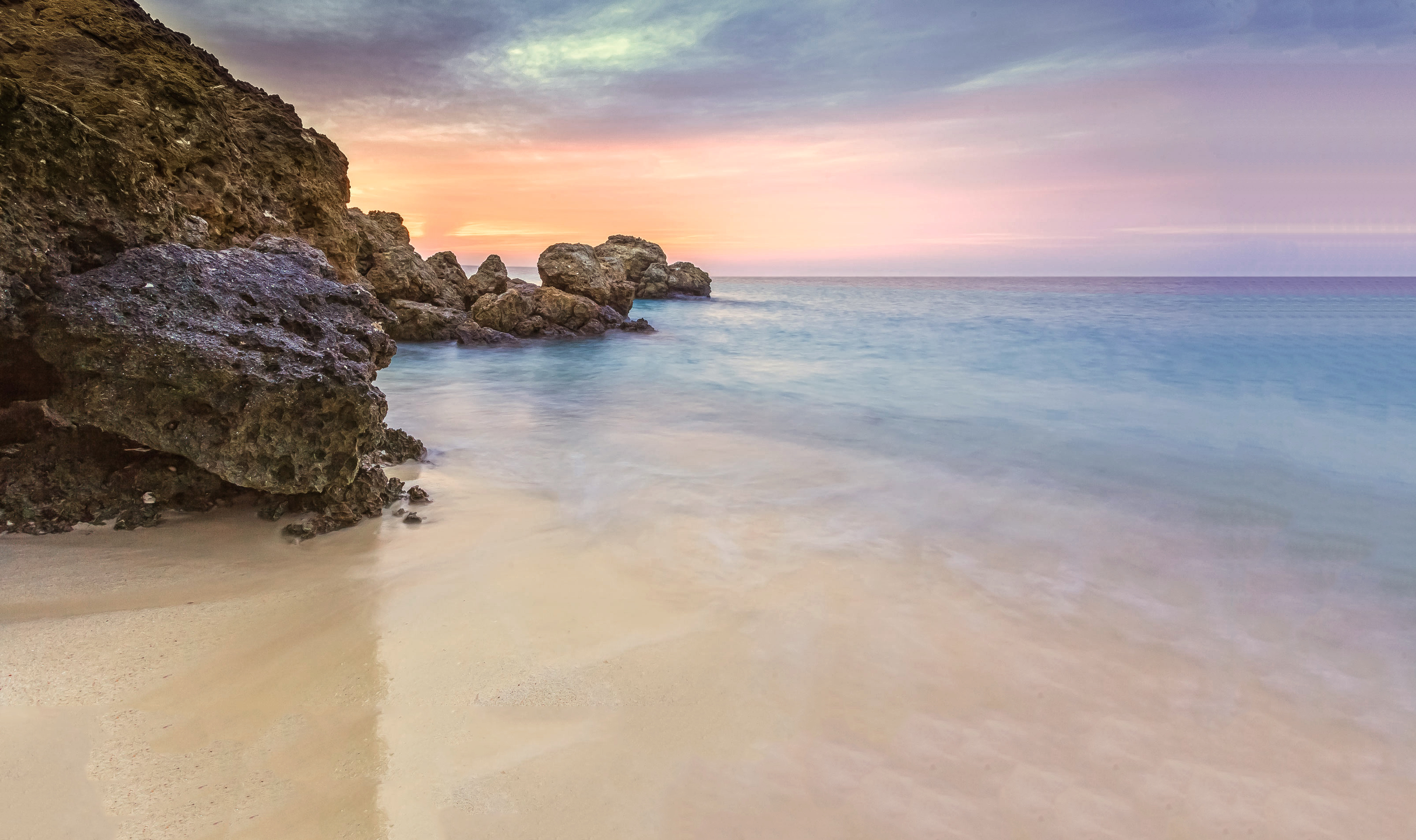
جزر فرسان

منطقة جازان هي إحدى المناطق الإدارية التابعة للمملكة العربية السعودية، تقع جنوب غرب المملكة وتطل على البحر الأحمر. ويوجد بها ميناء جازان ثالث موانئ المملكة على ساحل البحر الأحمر من حيث السعة. عاصمة المنطقة الإدارية هي مدينة جازان، وتضم المنطقة عدد من المحافظات والمراكز الإدارية التابعة لها المتوزعة في قسميها الشرقي في المرتفعات الجبلية والغربي الساحلي، حيث تمتاز بتنوعها البيئي والمناخي وتعتبر البوابة الرئيسية لجزر فرسان. وقد كانت المنطقة تعرف سابقاً باسم المخلاف السليماني وبها آثار يرجع تاريخها إلى 8000 سنة قبل الميلاد. وتعد منطقة جازان أحد المنافذ البرية التي تربط السعودية بالجمهورية اليمنية كونها تحدها من الجهة الجنوبية والجنوبية الشرقية. كما تعد منطقة جازان إحدى أهم المناطق الزراعية في المملكة حيث تتنوع محاصيلها، ومن أشهر هذه المحاصيل المانجو وكذلك البابايا وعدد من المحاصيل الزراعية الأخرى. وتعتبر منطقة جازان ثاني أصغر مناطق المملكة مساحة بعد منطقة الباحة، حيث تقدر مساحتها بنحو 13.457 كم2، ويقدر عدد سكانها بحوالي 1,365,110 نسمة حسب إحصائية عام 2010 م، وهي بذلك تعتبر أكثر مناطق السعودية كثافة سكانية بالنسبة للمساحة.

### منطقة نجران

مدينة نجران
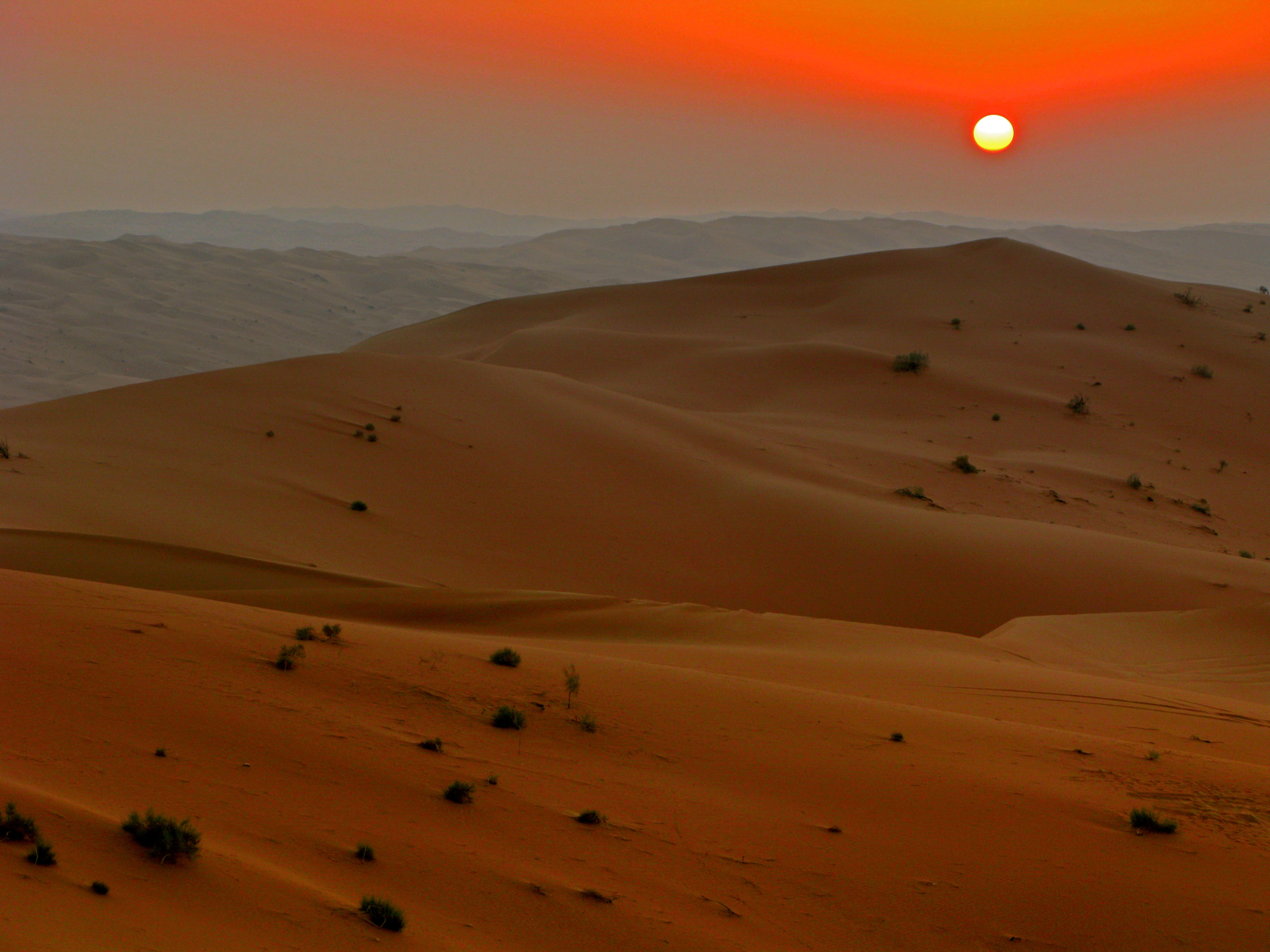
شرورة

منطقة نجران هي إحدى المناطق الثلاثة عشر للمملكة العربية السعودية، وتقع في جنوب غرب المملكة على الحدود مع اليمن. وتبلغ مساحة منطقة نجران 360000 كم2، وعدد سكانها 505,652 نسمة حسب إحصائيات عام (2010)م. وعاصمتها هي مدينة نجران.
تشتهر بالـزراعة، وبها سد وادي نجران، الذي يعد من أكبر السدود المقامة في السعودية إذ تصل طاقته التخزينية لحوالي 85 مليون مترا مكعبا، يكثر فيها الـنخيل، وأشهر آثارها المنطقة الأخدودية. كما أن جبال نجران وكثير من المواقع التاريخية والأثرية والنقوش المتنوعة المليئة بالرسوم اللتي لم يتم التنقيب عنها وتوثيقها.ويوجد بها أحد المنافذ البرية التي تربط السعودية بالجمهورية اليمنية كونها تحدها من الجهة الجنوبية.